# La Ferrari è lei
La Ferrari è lei è un singolo del cantante Simone Tomassini, pubblicato nel 2013.
Con Tomassini suonano Riccardo Di Filippo (chitarre e basso), Vincenzo Messina (tastiere, programmazioni e arrangiamento), Andrea Ge (batteria) e Doriana Bellani (archi). 
Il video è stato girato a Maranello.
Il singolo è stato pubblicato in un CD con due tracce audio (una versione italiana e una spagnola)

## Tracce
1. La Ferrari è lei – 3:39
2. Mi Ferrari eres tu – 3:39